# Anna Júlia Donáth
Anna Júlia Donáth, née le 6 avril 1987 à Budapest est une femme politique et sociologue hongroise.
Membre du Mouvement Momentum, elle siège au Parlement européen depuis 2019. 